# Festival international du film documentaire Sidi M'hamed Benaouda 2022
Le Festival international du film documentaire Sidi M'hamed Benaouda (2022) a organisé sa deuxième édition du 23 au 26 novembre 2022, sous le patronage du Ministère algérien de la Culture et des Arts.

## Présentation
Cette édition, dédiée à la mémoire de Ahmed Saidi, a présenté 19 films, répartis entre les compétitions de longs et courts métrages documentaires. Dix pays, dont l'Algérie, la Tunisie, l'Égypte, la Palestine, la France, l'Italie, le Sultanat d'Oman, le Sénégal, la Belgique et le Burkina Faso, ont pris part à l'événement. L'Italie, invitée d'honneur, a été représentée par l'institut culturel italien en Algérie, dirigé par Mme Antonia Grande. Le festival a également bénéficié de la participation de l'Association Omanaise de Cinéma, dirigée par Humid Al Amiri. L'identité visuelle de cette édition a été conçue par l'artiste Shawki Mohamed Boukaf.

## Jurys

### Longs-métrages
|    | Nom         | Nom                    | Qualité                                                                 | Nationalité |
| -- | ----------- | ---------------------- | ----------------------------------------------------------------------- | ----------- |
| 01 |             | Hazourli Djamel Eddine | Réalisateur, producteur et animateur à la radio algérienne.             | Algérie     |
| 02 | MarioBrenta | Mario Brénta           | réalisateur, documentariste, scénariste et directeur de la photographie | Italie      |
| 03 |             | Salah Al joumni        |                                                                         | Tunisie     |
| 04 |             | Faiq Jarada            | Réalisateur                                                             | Palestine   |
| 05 |             | Marie de Peyster       | Productrice, productrice déléguée et Designer                           | Tunisie     |

### Courts-métrages
|    | Nom              | Qualité                     | Nationalité |
| -- | ---------------- | --------------------------- | ----------- |
| 01 | Mohamed Ouali    | Réalisation ,documentariste | Algérie     |
| 02 | Walid Al Dabouni | Realisateur,monteur         | Tunisier    |
| 03 | Drifa Mezenner   | Réalisatrice                | Algérie     |

## Prix

### Longs-métrages
|                      | Titre                            | Réalisation                  | Pays           |
| -------------------- | -------------------------------- | ---------------------------- | -------------- |
| Al-Alfa d'or         | 143 rue du Désert                | Hassen Ferhani               | Algérie        |
| Prix Alfa d’Argent   | Poisson d'or, poisson Africain   | Moussa Diop et Thomas Grand. | Sénégal France |
| Prix Alfa de Bronze  | Mustafa Nabih                    | Roots                        | Palestine      |
| Prix Spécial du Jury | À Mansourah, tu nous as séparés, | Myriam Dorothée Kellou       | Algérie        |

### Courts-métrages
|                      | Titre                                  | Réalisations                  | Pays    |
| -------------------- | -------------------------------------- | ----------------------------- | ------- |
| Al-Alfa d'or         | Jamila au temps du Hirak               | Harrat Abderrahman            | Algérie |
| Prix Alfa d’Argent   | A woman that looks out from the window | Marwa Ali El sharkawy         | Égypte  |
| Prix Alfa de Bronze  | Underground                            | Hazem Elhelbawi               | Égypte  |
| Prix Spécial du Jury | Beta carotene                          | Mohammed Ali Rashid Aldarwshi | Oman    |
| Mention              | Le Musée                               | Djamal Bacha                  | Algérie |

## Films documentaires hors compétition
|    | Titre                     | Nom                  |                      |
| -- | ------------------------- | -------------------- | -------------------- |
| 01 | Barca                     | Luisa Izzo           | Drapeau de l'Italie  |
| 02 | Tahtoh                    | Ouali Mohamed        | Drapeau du Qatar     |
| 03 | Les Enfumades de la Dahra | Abderrahmane Mostefa | Drapeau de l'Algérie |